# Para-hockey sur glace aux Jeux paralympiques de 2006
Navigation
Salt Lake City 2002 Vancouver 2010
Les épreuves de para-hockey sur glace aux Jeux paralympiques de 2006 se sont tenues du 11 au 18 mars 2006 à Turin en Italie. Les rencontres ont été disputées sur une patinoire temporaire installée au Torino Esposizioni.
Le Canada remporte son premier titre paralympique en battant en finale la Norvège 3 buts à 0. Les États-Unis montent sur la troisième marche du podium après avoir dominé l'Allemagne sur la marque de 4-3.

## Podiums
| Épreuves | Or | Argent | Bronze |
| -------- | --- | --- | --- |
| Hommes   | Canada Bradley Bowden Benoit St. Amand Raymond Grassi Todd Nicholson Billy Bridges Jean Labonté Greg Westlake Shawn Matheson Dany Verner Marc Dorion Hervé Lord Paul Rosen Mark Noot Graeme Murray | Norvège Roger Johansen Rolf Einar Pedersen Tommy Rovelstad Eskil Hagen Stig Tore Svee Morten Værnes Atle Haglund Helge Bjørnstad Johan Siqveland Kjell Vidar Røyne Knut André Norstoga Loyd Remi Johansen Arne Vik Kjetil Korbu Nilsen | États-Unis Tim Jones James Connelly Bradley Emmerson Lonnie Hannah Ii David Conklin Joseph Howard Christopher Manns Taylor Chace Manny Guerra Steven Cash Alex Salamone Michael Hallman Kip St. Germaine Andrew Yohe Taylor Lipsett |

## Format de la compétition
Les huit équipes engagées sont réparties en deux groupes de quatre disputés sous la forme d'un championnat à match simple. Les deux premiers de chaque groupe se qualifient pour les demi-finales, suivies de la finale et du match pour la médaille de bronze. De leur côté, les équipes classées troisième et quatrième de leur groupe disputent des matchs de classement pour les cinquième et septième places.

## Tour préliminaire

### Groupe A
Tous les horaires sont locaux (UTC+1).
| 11 mars 2006 09:30 | Canada          | 9-0  | Grande-Bretagne | Torino Esposizioni |
| 11 mars 2006 17:00 | Norvège         | 12-0 | Italie          | Torino Esposizioni |
| 12 mars 2006 09:00 | Norvège         | 6-0  | Grande-Bretagne | Torino Esposizioni |
| 12 mars 2006 17:00 | Italie          | 0-12 | Canada          | Torino Esposizioni |
| 14 mars 2006 13:00 | Grande-Bretagne | 2-1  | Italie          | Torino Esposizioni |
| 14 mars 2006 20:30 | Canada          | 1-4  | Norvège         | Torino Esposizioni |

|   | Équipe          | PJ | V | N | D | Pts | BP | BC | +/- |
| - | --------------- | -- | - | - | - | --- | -- | -- | --- |
| 1 | Norvège         | 3  | 3 | 0 | 0 | 6   | 22 | 1  | +21 |
| 2 | Canada          | 3  | 2 | 0 | 1 | 4   | 22 | 4  | +18 |
| 3 | Grande-Bretagne | 3  | 1 | 0 | 2 | 2   | 2  | 16 | -14 |
| 4 | Italie          | 3  | 0 | 0 | 3 | 0   | 1  | 26 | -25 |

### Groupe B
Tous les horaires sont locaux (UTC+1).
| 11 mars 2006 13:00 | États-Unis | 1-2 | Allemagne  | Torino Esposizioni |
| 11 mars 2006 20:30 | Suède      | 1-5 | Japon      | Torino Esposizioni |
| 12 mars 2006 13:00 | Allemagne  | 4-0 | Suède      | Torino Esposizioni |
| 12 mars 2006 20:30 | Japon      | 0-3 | États-Unis | Torino Esposizioni |
| 14 mars 2006 09:00 | Japon      | 0-0 | Allemagne  | Torino Esposizioni |
| 14 mars 2006 17:00 | Suède      | 1-6 | États-Unis | Torino Esposizioni |

|   | Équipe     | PJ | V | N | D | Pts | BP | BC | +/- |
| - | ---------- | -- | - | - | - | --- | -- | -- | --- |
| 1 | Allemagne  | 3  | 2 | 1 | 0 | 5   | 6  | 1  | +5  |
| 2 | États-Unis | 3  | 2 | 0 | 1 | 4   | 10 | 3  | +7  |
| 3 | Japon      | 3  | 1 | 1 | 1 | 3   | 5  | 4  | +1  |
| 4 | Suède      | 3  | 0 | 0 | 3 | 0   | 2  | 15 | -13 |

## Matchs de classement
Tous les horaires sont locaux (UTC+1).
|  | Matchs de classement | Matchs de classement |                |    | Cinquième place     | Cinquième place     |
|  | Matchs de classement | Matchs de classement |                |    | Cinquième place     | Cinquième place     |
|  |                      |                      |                |    |                     |                     |
|  | 15 mars 2006, 11:30  | 15 mars 2006, 11:30  |                |    | 17 mars 2006, 20:30 | 17 mars 2006, 20:30 |
|  | 15 mars 2006, 11:30  | 15 mars 2006, 11:30  |                |    | 17 mars 2006, 20:30 | 17 mars 2006, 20:30 |
|  | Grande-Bretagne      | 0                    |                |    | 17 mars 2006, 20:30 | 17 mars 2006, 20:30 |
|  | Grande-Bretagne      | 0                    |                |    | 17 mars 2006, 20:30 | 17 mars 2006, 20:30 |
|  | Suède                | 3                    |                |    | 17 mars 2006, 20:30 | 17 mars 2006, 20:30 |
|  | Suède                | 3                    | Suède          | 1  |                     |                     |
|  | 15 mars 2006, 20:30  |                      | Suède          | 1  |                     |                     |
|  |                      | Japon                | 2              |    |                     |                     |
|  | Japon                | Japon                | 2              | 10 |                     |                     |
|  | Japon                |                      |                | 10 |                     |                     |
|  | Italie               | 1                    |                |    |                     |                     |
|  | Italie               | 1                    | Septième place |    |                     |                     |
|  |                      |                      |                |    |                     |                     |
|  | 17 mars 2006, 11:30  |                      |                |    |                     |                     |
|  |                      |                      |                |    |                     |                     |
|  | Grande-Bretagne      | 2                    |                |    |                     |                     |
|  | Grande-Bretagne      | 2                    |                |    |                     |                     |
|  | Italie               | 1                    |                |    |                     |                     |
|  | Italie               | 1                    |                |    |                     |                     |

## Phase finale
Tous les horaires sont locaux (UTC+1).
|  | Demi-finales        | Demi-finales        |                        |   | Finale              | Finale              |
|  | Demi-finales        | Demi-finales        |                        |   | Finale              | Finale              |
|  |                     |                     |                        |   |                     |                     |
|  | 16 mars 2006, 11:30 | 16 mars 2006, 11:30 |                        |   | 16 mars 2006, 20:30 | 16 mars 2006, 20:30 |
|  | 16 mars 2006, 11:30 | 16 mars 2006, 11:30 |                        |   | 16 mars 2006, 20:30 | 16 mars 2006, 20:30 |
|  | Norvège             | 4                   |                        |   | 16 mars 2006, 20:30 | 16 mars 2006, 20:30 |
|  | Norvège             | 4                   |                        |   | 16 mars 2006, 20:30 | 16 mars 2006, 20:30 |
|  | États-Unis          | 2                   |                        |   | 16 mars 2006, 20:30 | 16 mars 2006, 20:30 |
|  | États-Unis          | 2                   | Norvège                | 0 |                     |                     |
|  | 16 mars 2006, 20:30 |                     | Norvège                | 0 |                     |                     |
|  |                     | Canada              | 3                      |   |                     |                     |
|  | Allemagne           | Canada              | 3                      | 0 |                     |                     |
|  | Allemagne           |                     |                        | 0 |                     |                     |
|  | Canada              | 5                   |                        |   |                     |                     |
|  | Canada              | 5                   | Match pour la 3e place |   |                     |                     |
|  |                     |                     |                        |   |                     |                     |
|  | 16 mars 2006, 17:00 |                     |                        |   |                     |                     |
|  |                     |                     |                        |   |                     |                     |
|  | États-Unis          | 4                   |                        |   |                     |                     |
|  | États-Unis          | 4                   |                        |   |                     |                     |
|  | Allemagne           | 3                   |                        |   |                     |                     |
|  | Allemagne           | 3                   |                        |   |                     |                     |

## Bilan
Après le bronze en 1994 et l'argent en 1998, le Canada remporte sa première médaille d'or paralympique en hockey sur luge après avoir dominé la Norvège 3 buts à 0. Tenants du titre, les États-Unis prennent la médaille de bronze suivant leur victoire 4-3 sur l'Allemagne.
|                    | Équipe          |
| ------------------ | --------------- |
| Médaille d'or      | Canada          |
| Médaille d'argent  | Norvège         |
| Médaille de bronze | États-Unis      |
| 4                  | Allemagne       |
| 5                  | Japon           |
| 6                  | Suède           |
| 7                  | Grande-Bretagne |
| 8                  | Italie          |